# Skærebænk
En skærebænk, bødkerbænk, eller bødkerstol er en form for arbejdsbænk hvor man sidder over skrævs og fastholder emnet ved at klemme det fast mod bænken via en fodpedal.
Kaldes også tællehest, båndstol, eller det der er bedre kendt under betegnelsen skærebænk, som bødkeren bruger når han sidder og tildanner staver med båndkniven. Bødkerbænken er for en bødker hvad høvlebænken er for en snedker.

## Historie
Flere helt eller halvt professionelt arbejdende træsmede samt folk der kun har deres gang i huggehuset på en gård, anvender skærebænk. Den er uundværlig for en bødker eller en hjulmand, der arbejder meget med båndkniv, og den har fået mange fantasifulde udformninger af fx træskomanden, der ofte var semiprofessionel og gerne tillige fx husmand med lidt jord på landet, men især stod den i huggehuset, som værkstedet kaldes på enhver landejendom, stor som lille.
I princippet består skærebænken af en vandret planke, der hviler på 3 – 4 skråtstillede ben. På den forreste del af planken er anbragt en noget tykkere, forskelligt udformet klods, "brystet" der har et udstemt hul, hvorigennem der sidder en vægtstang, der kan bevæges omkring en tap. Vægtstangen har for oven et bænkduplignende "hoved" og for neden en tværpind, et par "pedaler", hvorpå fødderne støttes under arbejdet.
Træsmeden, der sidder over skrævs på hesten sætter fødderne på "pedalerne" og klemmer hovedet af vægtstangen ned mod emnet, der derved holdes fast mod "brystet".
At skærebænken har været meget almindeligt anvendt tyder alle synonymerne på: bødkerbænk, båndstol, hest, huleblok, hulestok, hulestol huggehusbænk, kniv(e)bænk, knivskammel, ryddestol, og -stok, samt skærekiste, eller hulelad, foruden snittebænk, snittehest, snittelad eller snitteskammel. Desuden træskobænk, træskomagerbænk, tælgebænk, tælgehest og tælgestol eller sammensætninger med tælle-.